# San Nicolás, Nicaragua
San Nicolás är en kommun (municipio) i Nicaragua med 7 411 invånare (2012). Den ligger i den bergiga västra delen av landet, 25 km söder om Estelí. I den norra delen av kommunen ligger naturreservatet Tisey Estanzuela med bergstoppen Cerro Tisey som delar Nicaraguas regnvattenflöde delas i de tre delar som rinner ut i Stilla havet, i Nicaraguasjön, respektive direkt i Karibiska havet.

## Geografi

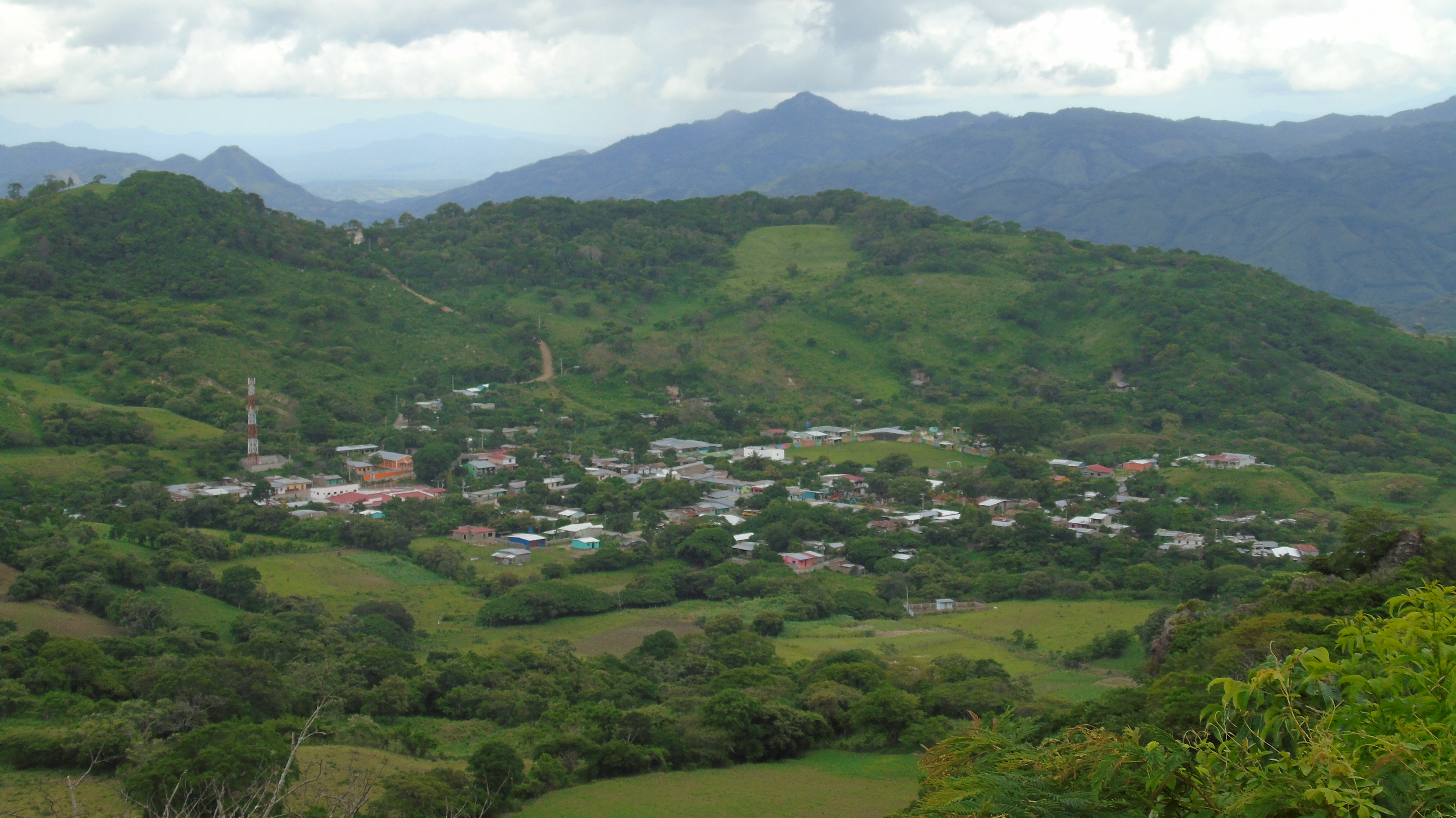
San Nicolás

San Nicolás gränsar till kommunerna Estelí i norr, La Trinidad och San Isidro i öster, Santa Rosa del Peñón i söder och El Sauce i väster. Kommunens enda tätort är centralorten San Nicolás med 627 invånare (2005). Den ligger i den centrala delen av kommunen. 

## Historia
Kommunen bildades 1890 och hörde till departementet León fram till 1989 då den överfördes till Estelí.

## Religion
San Nicolás skyddshelgon är Sankt Nikolaus av Myrna, som firas den 15 december med carreras de cintas och tjurridning. 